# Synema pereirai
Synema pereirai är en spindelart som beskrevs av Soares 1943. Synema pereirai ingår i släktet Synema och familjen krabbspindlar. Inga underarter finns listade i Catalogue of Life.